# Shane West
Shane West (født 10. juni 1978 i Baton Rouge, Louisiana, under navnet Shannon Bruce Snaith) er en amerikansk skuespiller og musiker. Han er bedst kendt for sine roller i tv-serien Skadestuen. I 2002 vandt han Teen Choice Award for filmen A Walk to Remember med modspilleren Mandy Moore.
Hans forældre hedder Don og Catherine West. Han har desuden en søster, Simone, og en halvsøster, Marli Ann.

## Udvalgt filmografi

### Film
- Juli 2003: The League of Extraordinary Gentlemen
- Januar 2002: A Walk to Remember
- Marts 2001: Get Over It
- December 2000: Dracula 2000
- Marts 2000: Whatever it Takes
- November 1999: Liberty Heights
- September 1997: The Westing Game

## Tv-serier
- September 2010: Nikita